# Nazi-Maruttaš
Nazi-Maruttaš, Sohn von Kurigalzu II., war von 1307 bis 1282 v. Chr. ein König von Babylonien aus der kassitischen (Kaššu) Dynastie.
Er nahm Teile von Namri am Diyala ein, musste aber in Kar-Ischtar von Akarsallu eine empfindliche Niederlage gegen Assur hinnehmen. Das babylonische Lager wurde von den Assyrern eingenommen und Priester gefangen genommen. Ein Vertrag zwischen Adad-narāri und Nazi-Maruttaš belegt die neue Grenzziehung, die von Pilasqi am östlichen Tigrisufer durch Arman von Akarsallu bis in die Berge von Lulume verlief. Adad-narāri nahm den Titel Rab kiššati (König der Gesamtheit) an.
Zu Ḫatti unter Muwattalli II. und Muršili II. unterhielt Nazi-Maruttaš freundschaftliche Beziehungen, was angesichts beider Frontstellung gegen das erstarkende Assyrien nicht verwundert.
Aus der Regierungszeit des Nazi-Maruttaš sind unter anderem kudurri überliefert.